# 寺前
寺前（てらまえ）は、神奈川県横浜市金沢区の地名。現行行政地名は寺前一丁目から寺前二丁目。住居表示実施済み区域。1986年（昭和51年）7月26日に廃止された寺前町（てらまえちょう）についても本項で述べる。

## 地理
金沢区の南部に位置し、北東に柴町、東に海の公園、南に町屋町、西に泥亀、北西に谷津町、北に金沢町と接している。

### 面積
面積は以下の通りである。
| 丁目       | 面積（km²） |
| ---------- | ----------- |
| 寺前一丁目 | 0.124       |
| 寺前二丁目 | 0.190       |
| 計         | 0.314       |

## 歴史
寺前の名は称名寺（所在地は金沢町）の門前町だったことによる。

### 沿革
- 1939年（昭和14年）7月1日 - 金沢寺前町、金沢泥亀町の各一部を分離し、寺前町を新設する[7]。横浜市磯子区寺前町となる。
- 1948年（昭和23年）5月15日 - 行政区の再編に伴い、磯子区の一部から金沢区を新設し、横浜市金沢区寺前町となる[8]。
- 1962年（昭和37年）4月3日 - 一部の区域を埋立編入[9]。
- 1966年（昭和41年）3月31日 - 泥亀町の一部を寺前町に編入入する[7]。
- 1969年（昭和44年）2月1日 - 一部の区域を埋立編入する[7]。
- 1975年（昭和50年）7月28日 - 住居表示の実施（金沢区東部第一次区）[10]に伴い、泥亀町の一部を寺前町に編入する[7]。
- 1976年（昭和51年）7月26日 -  住居表示の実施（金沢区東部第二次地区）[11]に伴い、寺前町、町屋町の一部から寺前一丁目、寺前二丁目を新設し、住居表示を実施する。寺前町の残部を金沢町、柴町、町屋町へ編入し、寺前町を廃止する[12]。

### 町名の変遷
| 実施後     | 実施年月日                | 実施前（各町名ともその一部） |
| ---------- | ------------------------- | ---------------------------- |
| 寺前一丁目 | 1976年（昭和51年）7月26日 | 寺前町、町屋町（一部）       |
| 寺前二丁目 | 1976年（昭和51年）7月26日 | 寺前町、町屋町（一部）       |

## 世帯数と人口
2025年（令和7年）6月30日現在（横浜市発表）の世帯数と人口は以下の通りである。
| 丁目       | 世帯数    | 人口    |
| ---------- | --------- | ------- |
| 寺前一丁目 | 1,157世帯 | 2,028人 |
| 寺前二丁目 | 1,458世帯 | 2,784人 |
| 計         | 2,615世帯 | 4,812人 |

### 人口の変遷
国勢調査による人口の推移。
| 年                 | 人口  |
| ------------------ | ----- |
| 1995年（平成7年）  | 5,306 |
| 2000年（平成12年） | 5,192 |
| 2005年（平成17年） | 5,207 |
| 2010年（平成22年） | 5,073 |
| 2015年（平成27年） | 4,997 |
| 2020年（令和2年）  | 4,981 |

### 世帯数の変遷
国勢調査による世帯数の推移。
| 年                 | 世帯数 |
| ------------------ | ------ |
| 1995年（平成7年）  | 2,176  |
| 2000年（平成12年） | 2,229  |
| 2005年（平成17年） | 2,360  |
| 2010年（平成22年） | 2,354  |
| 2015年（平成27年） | 2,410  |
| 2020年（令和2年）  | 2,516  |

## 学区
市立小・中学校に通う場合、学区は以下の通りとなる（2024年11月時点）。
| 丁目       | 番・番地等 | 小学校             | 中学校             |
| ---------- | ---------- | ------------------ | ------------------ |
| 寺前一丁目 | 全域       | 横浜市立文庫小学校 | 横浜市立金沢中学校 |
| 寺前二丁目 | 全域       | 横浜市立文庫小学校 | 横浜市立金沢中学校 |

## 事業所
2021年（令和3年）現在の経済センサス調査による事業所数と従業員数は以下の通りである。
| 丁目       | 事業所数  | 従業員数 |
| ---------- | --------- | -------- |
| 寺前一丁目 | 80事業所  | 605人    |
| 寺前二丁目 | 37事業所  | 225人    |
| 計         | 117事業所 | 830人    |

### 事業者数の変遷
経済センサスによる事業所数の推移。
| 年                 | 事業者数 |
| ------------------ | -------- |
| 2016年（平成28年） | 128      |
| 2021年（令和3年）  | 117      |

### 従業員数の変遷
経済センサスによる従業員数の推移。
| 年                 | 従業員数 |
| ------------------ | -------- |
| 2016年（平成28年） | 618      |
| 2021年（令和3年）  | 830      |

## 施設
- 横浜市立文庫小学校
- ハローワーク 横浜南[22]
- 横浜金沢文庫郵便局[23]
- 金沢八幡神社

## その他

### 日本郵便
- 郵便番号 : 236-0014[3]（集配局：横浜金沢郵便局[24]）

### 警察
町内の警察の管轄区域は以下の通りである。
| 丁目       | 番・番地等 | 警察署     | 交番・駐在所 |
| ---------- | ---------- | ---------- | ------------ |
| 寺前一丁目 | 全域       | 金沢警察署 | 洲崎交番     |
| 寺前二丁目 | 全域       | 金沢警察署 | 洲崎交番     |